# Сан-Пабло (Чили)
Сан-Пабло (исп. San Pablo) — посёлок в Чили. Административный центр одноимённой коммуны. Население — 3478 человек (2002).   Посёлок и коммуна входит в состав провинции Осорно  и области Лос-Лагос .
Территория коммуны —  637,3 км². Численность населения — 9535 жителей (2007). Плотность населения — 14,96 чел./км².

## Расположение
Посёлок расположен в 119 км на север от административного центра области города Пуэрто-Монт и в 22 км на северо-восток от административного центра провинции  города Осорно.
Коммуна граничит:
- на севере — c коммуной  Ла-Уньон
- на востоке — с коммуной Рио-Буэно
- на юге — c коммуной Осорно
- на западе — c коммуной Сан-Хуан-де-ла-Коста

## Демография
Согласно сведениям, собранным в ходе переписи Национальным институтом статистики,  население коммуны составляет 9535 человек, из которых 4863 мужчины и 4672 женщины.
Население коммуны составляет 1,2 % от общей численности населения области Лос-Лагос. 66,59 %  относится к сельскому населению и 33,41 % — городское население.